# Lecteria (Lecteria) machadoi
Lecteria (Lecteria) machadoi is een tweevleugelige uit de familie steltmuggen (Limoniidae). De soort komt voor in het Afrotropisch gebied.